# Feivel der Mauswanderer: Das Ungeheuer von Manhattan
Feivel der Mauswanderer: Das Ungeheuer von Manhattan (engl. An American Tail: The Mystery of the Night Monster) ist nach Feivel der Mauswanderer: Der Schatz von Manhattan der vierte Film um die Abenteuer des kleinen Mäuserichs Feivel und seiner Freunde von Larry Latham, welcher 1998 in den Kinos Großbritanniens anlief.

## Inhalt
Die Familie Mousekewitz lebt nun schon eine ganze Weile in New York City, während eines Sommergewitters hat Feivel einen schrecklichen Alptraum, in dem ein Monster die Mäuse von der Straße holt. Zunächst verdrängt er die Erinnerung daran, bis Tanja ihn ein paar Tage später mit zur Arbeit, einem Zeitungsverlag, der von Mister Ried geführt wird, nimmt. Dort hört er vom Gerücht, dass ein Monster, in Chinatown umgeht. Um zu beweisen, dass er kein Angsthase ist, will er die ganze Wahrheit herausfinden, dabei hilft ihm die Reporterin Nelly Brie. Am Ende findet er einen kleinen Pudel, namens Mushee, der eine Horde von Straßenkatzen anführt, welche die Mäuse von der Straße weg fangen. Zusammen mit seinen Freunden kann er sie besiegen. Ried und Nelly verlieben sich am Ende ineinander und Mushee wird wieder seiner Besitzerin zurückgegeben.

## Veröffentlichung und Produktion
Der Film wurde am 9. Dezember 1999 in den Kinos in Deutschland, am 6. März 2000 in Großbritannien und am 25. Juli in den USA erstmals veröffentlicht. An der Produktion waren die Firmen Complete Post, Inc., TAMA Productions Co. Ltd. und Larson Sound Center beteiligt. Die Erstausstrahlung im Fernsehen war am 1. November 2000 in Ungarn und am 4. April 2005 in Deutschland. Auf DVD wurde der Film am 6. Oktober 2005 herausgebracht.

## Synchronisation
| Rolle                            | Englische Sprecher | Deutsche Sprecher |
| -------------------------------- | ------------------ | ----------------- |
| Feivel Mousekewitz (männl. Maus) | Thomas Dekker      | Till Völger       |
| Tanya Mousekewitz (weibl. Maus)  | Lacey Chabert      |                   |
| Papa Mousekewitz (männl. Maus)   | Nehemiah Persoff   | Jochen Schröder   |
| Mama Mousekewitz (weibl. Maus)   | Jane Singer        | Bettina Schön     |
| Tiger (männl. Kater)             | Dom DeLuise        | Tom Deininger     |
| Tony Toponi (männl. Maus)        | Pat Musick         |                   |
| Nellie Brie (weibl. Maus)        | Susan Boyd         |                   |
| Madame Mousey (weibl. Pudel)     | Candi Milo         |                   |